# Kinoshita Rigen

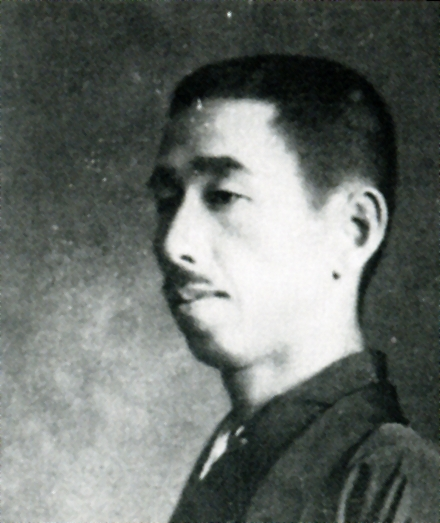
Kinoshita Rigen (1910)

Kinoshita Rigen (japanisch 木下 利玄, wirklicher Name: Kinoshita Toshiharu bei gleicher Schreibweise; * 1. Januar 1886 in der Präfektur Okayama; † 15. Februar 1925) war ein japanischer Lyriker.

## Leben und Wirken
Kinoshita Rigen, ausgebildet an der Universität Tokio, begann bereits in seiner Jugend Tankas unter der Anleitung von Sasaki Nobutsuna zu verfassen. Mit Arishima Takeo, Shiga Naoya und Mushanokōji Saneatsu gründete er 1910 das Literaturmagazin Shirakaba („Weiße Birke“). Seine bekanntesten Gedichtsammlungen waren Kōgyoku (紅玉; 1919) und Ichiro (一路; 1924).